# Михаил Янгел
Михаил Кузмич Янгел е съветски инженер-изобретател, свързан с разработването на много ракети. Академик на Академията на науките на Украинската ССР и на Академията на науките на СССР.
Завършва Московския авиационен инстут през 1937 г. Започва работа като авиационен инженер и работи съвместно с едни от най-добрите инженери: Николай Поликарпов, по-късно с Артьом Микоян. По-късно се пренасочва към разработката на балистични ракети. Заедно със Сергей Корольов основават център за ускорение на двигатели в Днепропетровск, Украйна. На базата на него формира свое конструкторско бюро, наречено ОКБ-586, през 1957 г.
Зданието на Янгел служи за масово производство на междуконтинентални балистични ракети. Негови разработки са ракетите Р-12, Р-16 и Р-36. Техни модификации — „Космос“, „Циклон“ и „Днепър“, се използват като ракети-носители и днес.
Михаил Янгел оцелява при авария, когато ракета Р-16 експлодира при извършване на проверка на системите.24 октомври 1960 г. Тогава загива и командващия ракетните войски със стратегическо предназначение маршал Неделин.
За заслугите си Михаил Янгел е награден с Ленинска премия през 1960 г., както и с ордените „Ленин“, „Октомврийска революция“ и много дуги отличия и медали.
На съветския инженер са наречени улици в Москва и Киев, кратер на Луната и малката планета 3039 Янгел, открита от астрономката Людмила Журавльова през 1978 г.